# Not Afraid Anymore
Not Afraid Anymore è un singolo della cantante statunitense Halsey, estratto dalla colonna sonora del film Cinquanta sfumature di nero e pubblicato il 13 gennaio 2017.

## Tracce
1. Not Afraid Anymore – 3:46 (Ashley Frangipane, Jason Quenneville, Nasri Atweh, Adam Messinger)